# Nabu-szuma-ukin I
Nabu-szuma-ukin I – piąty król Babilonii z tzw. dynastii E, następca i być może syn Szamasz-mudammiqa. Początek jego panowania, którego długość jest nieznana, datowany jest na 895 r. p.n.e. Władca ten współczesny był asyryjskim królom Adad-nirari II i Tukulti-Ninurcie II. Według Kroniki synchronistycznej relacje pomiędzy oboma krajami były z początku wrogie, ale po tym jak Nabu-szuma-ukin I poślubił córkę Adad-nirari II, a Adad-nirari II córkę Nabu-szuma-ukina I, zawarty został pokój, który przetrwać miał kolejne osiemdziesiąt lat.